# Barbi Schiller
Barbara „Barbi“ Schiller (* 20. Jahrhundert in Regensburg) ist eine ehemalige deutsche Sängerin und Synchronsprecherin.

## Leben
Schiller wuchs in einem Vorort von Regensburg auf. Ihre Eltern sind Lehrer und sie hat einen jüngeren Bruder. Als Kind lerne sie Blockflöte, Geige und Klavier spielen. Nachdem sich ihre Eltern getrennt und ihr Elternhaus verkauft hatten, zog sie mit 16 Jahren in eine Wohnung in der Stadt und lernte Gitarre spielen. Nach finanziellen Problemen und Wohnungsverlust zog sie wieder zu ihrer Mutter. Mit 19 Jahren ging sie nach Indien. Nach ihrer Rückkehr arbeitete sie als freiberufliche Journalistin für eine Lokalzeitung und begann ein Studium der Soziologie. Sie meldete sich auf einen Anfrage einer Plattenfirma, in der eine Sängerin für die deutschsprachige Version des Liedes der Band Sixpence None the Richer gesucht wurde, erhielt einen viertägigen Crashkurs in Gesang und durfte eine Demoaufnahme des Liedes einsingen. Das Lied wurde jedoch aufgrund von rechtlichen Problemen nicht veröffentlicht. Danach wirkte sie als Sängerin beim Album von Pokemon mit und promotete für 2 Jahre Pokemon.
Mit dem Lied In der Dunkelheit der Nacht, der deutschsprachigen Fassung des Pokomon-Liedes Misty’s Song, erreichte sie im Jahr 2000 eine zweiwöchige Chartplatzierung, Höchstplatzierung Nr. 37, in Österreich. Das Lied In der Dunkelheit der Nacht wurde 2001 für österreichischen Musikpreis Amadeus nominiert. Sie sang auch die französische Fassung des Liedes.
Schiller übernahm die Synchronrolle der Möwe Lucky und sang das Titellied im Zeichentrickfilm Wie Kater Zorbas der kleinen Möwe das Fliegen beibrachte, dessen Soundtrack von David Rhodes komponiert wurde. Ab 2002 synchronisierte sich auch weibliche Rollen in japanische Animeserien wie Pokemon und Beyblade für RTL II, weil die Verantwortlichen meinten, sie höre sich wie ein japanisches Mädchen an.
Zum Lied Ich erfinde dich wurde 2003 ein Musikvideo gedreht. Schiller sang 2004 das Titellied Lebenslicht des Sat.1-Zweiteilers Die Nibelungen.
Nach Beendigung ihrer Karriere als Sängerin und Synchronsprecherin promovierte Schiller im Fachbereich Sozialwissenschaften an der TU München zum Dr. phil. Sie arbeitet als Agile Coach und Agile Change Managerin.

## Diskographie

### Singles
- 2000: In der Dunkhelheit der Nacht, Koch Records
- 2003: Ich erfinde dich, Media Spir (Edel Music)

## Synchronrollen

### Fernsehserien
- 2002: Pokémon („Bell“, „Peggy“, „Brittany“, „Samantha“, „Rosebay“)
- 2003: Beyblade (Emily Watson/Emily York)
- 2005: Elvis (Antonia Bernath als „Priscilla“)
- 2007–2010: Durham County – Im Rausch der Gewalt (Cindy Busby als „Trisha“)

### Filme
- 1998: Wie Kater Zorbas der kleinen Möwe das Fliegen beibrachte („Lucky III“)[7]
- 2002: Pokémon Heroes – Der Film („Bianca“)
- 2002: Carrie (Chelan Simmons als „Helen Shyres“)
- 2003: Big Fish (Alison Lohman als „Sandra Bloom“)
- 2006: Final Destination 3 (Chelan Simmons als Ashley Freund)
- 2008: Verliebt in die Braut (Jaime Ray Newman als „Arielle“)
- 2008: The Happening (Kristen Connolly als „stachelköpfige Frau“)
- 2009: Prinzessin Lillifee (Wind)